# 孟家镇
孟家镇，是中华人民共和国辽宁省沈阳市法库县下辖的一个乡镇级行政单位。

## 行政区划
孟家镇下辖以下地区：
孟家村、靠陵沟村、凤岐堡村、羊草沟村、老边村、大房申村、孤树子村、东大房申村、东岗子村、小房申村、黄花岭村、徐三家子村和桃山村。